# Рам, Илмари
Ахти Илмари Рам (фин. Ahti Ilmari Rahm, 22 ноября 1888, Кякисалми — 1939) — финский шахматист (национальный мастер с 1927 г.), шахматный функционер и журналист.
В составе сборной Финляндии участник шахматной олимпиады (1930 г.).
Основатель и первый редактор журнала «Suomen Shakki» (1924—1931 гг.).

## Биография
Родился в Кякисалми. Позже вместе с родителями переехал в Хельсинки. Получил медицинское образование. В 1918—1921 гг. служил на флоте. Вышел в отставку в звании капитана медицинской службы.
После выхода в отставку работал в Хельсинки. Состоял в шахматном клубе HSK. В 1923—1924 гг. был секретарём клуба, в 1925—1928 гг. — членом президиума, с 1929 г. — президентом.
Был представителем клуба HSK в Шахматной федерации Финляндии. Занимал различные должности в федерации: в 1923 г. был секретарем, в 1928—1929 и 1930—1931 гг. был заместителем председателя.
В 1927 г. принимал участие в розыгрыше звания чемпиона Финляндии. Выиграл отборочный турнир с результатом 7½ из 11 (на пол-очка впереди Р. Крогиуса, Б. Расмуссона и Э. Вилена), но затем со счетом 2 : 4 уступил Э. Линдроосу в матче за право оспаривать титул у А. А. Чепурнова (в матче с Линдроосом Чепурнов смог защитить титул чемпиона Финляндии). За победу в отборочном турнире Раму было присвоено звание мастера (первому в клубе HSK).
В 1930 г. участвовал в шахматной олимпиаде, проходившей в Гамбурге. Был запасным участником. Сыграл 14 партий и набрал в них 4½ очка (+3-8=3).
С 1923 г. занимался шахматной журналистикой. Сначала вел шахматный отдел в газете «Uusi Suomi», через год основал журнал «Suomen Shakki». В первый состав редакции также входили Х. Хиндстрём, Э. Мальмберг, А. Раутанен и Й. Терхо. Кроме материалов о шахматной жизни Финляндии, в ранние годы существования журнала в нём публиковались статьи Эм. Ласкера и З. Тарраша.
В 1931 г. в связи с резким ухудшением здоровья отошёл от практической игры и ушёл со всех постов в федерации, клубе и журнале. Новым редактором журнала «Suomen Shakki» стал Э. Бёк.

## Семья
- Отец — Йоханнес Эмануэль Рам, окружной врач[4].
- Мать — Анна Йоханна Рам (урожд. Берг)[4].
- Сестра — Ильма Велламо (1886 г.р.; умерла во младенчестве)[4].
- Брат — Аарне Рам (1890 г.р.)[4].
- Жена — Эльза Линдрос[5].